# Adama Jammeh (Fußballspieler)
Adama Jammeh (* 26. August 2000 in Serekunda) ist ein gambischer Fußballspieler, der als Stürmer für den Verein Étoile du Sahel spielt.

## Karriere
Am 7. September 2018 unterzeichnete Jammeh einen Profivertrag mit Étoile du Sahel. Sein Profidebüt gab er bei Étoile du Sahel beim 4:1-Sieg der tunesischen Ligue Professionnelle 1 gegen Stade Tunisien am 9. Januar 2019.
Jammeh gab sein Profidebüt mit der Gambische Fußballnationalmannschaft am 15. Juli 2017 beim 0:0 in der Qualifikation zur Afrikanische Nationenmeisterschaft 2018.